# André Willms
André Willms (18 settembre 1972) è un ex canottiere tedesco.

## Palmarès

### Olimpiadi
- 3 medaglie:
  - 2 ori (Barcellona 1992 nel quattro di coppia; Atlanta 1996 nel quattro di coppia)
  - 1 bronzo (Sydney 2000 nel quattro di coppia)

### Mondiali
- 8 medaglie:
  - 5 ori (Račice 1993 nel quattro di coppia; Indianapolis 1994 nel singolo; St. Catharines 1999 nel quattro di coppia; Lucerna 2001 nel quattro di coppia; Milano 2003 nel quattro di coppia)
  - 2 argenti (Tampere 1995 nel quattro di coppia; Aiguebelette 1997 nel singolo)
  - 1 bronzo (Siviglia 2002 nel due di coppia)